# جون دالي ريان
جون دالي ريان (بالإنجليزية: John Dale Ryan)‏ هو ضابط أمريكي، ولد في 10 ديسمبر 1915 في شيروكي في الولايات المتحدة، وتوفي في 27 أكتوبر 1983 في سان أنطونيو في الولايات المتحدة.

## وصلات خارجية
- جون دالي ريان على موقع مونزينجر (الألمانية)
- جون دالي ريان على موقع إن إن دي بي (الإنجليزية)